# Liberian Girl
«Liberian Girl» — дев'ятий сингл з альбому Bad американського співака Майкла Джексона 1987 року. Пісня була написана ще в 1983 році і була серед тих, що розглядалися для альбому The Jacksons' Victory. Вона була перероблена і переписана для Bad. Пісня була випущена як сингл у Європі, Японії, Новій Зеландії та Австралії. Хоча ця пісня мала комерційний успіх (увійшла до 15 найкращих у кількох країнах), Майкл Джексон ніколи не виконував наживо під час Bad World Tour чи наступних концертів.

## Критичний прийом
Редактор New York Times Джон Парелес написав, що в цій пісні знову з'являється мелодія з "Billie Jean". Девітт Сігерсон з Rolling Stone похвалив пісню: «Ліберійська дівчина» – "це наповнювач Майкла, який робить його багатшим, сексуальнішим і кращим, ніж незабутні Триллери ", і він також описав, що він "блищить вдячністю за існування коханої людини". У 2003 році журнал Q поставив пісню на 1001 місце в своєму списку «1001 найкраща пісня всіх часів».

## Реакція в Ліберії
Пісню позитивно сприйняли в Ліберії, а жінки з цієї країни вважали пісню надихаючою. Жінка з Ліберії Маргарет Карсон сказала в інтерв’ю The Washington Times: «Коли ця музика з’явилася… ліберійські дівчата були настільки здивовані, почувши, як такий великий музикант, як Майкл Джексон, думає про маленьку країну в Африці. Це давало нам надію, особливо коли справи йшли погано... Це змусило нас відчути, що ми все ще є частиною світу».

## Музичне відео
Режисер Джим Юкіч і продюсер Пол Флеттері зняли відео на пісню для FYI (Flattery Yukich Inc.), за два дні, в квітні 1989 року на A&M Chaplin Stage в A&amp;M Studios в Лос-Анджелесі, Каліфорнія. У музичному відео було показано багато знаменитих друзів Джексона, які зібралися на звуковій сцені, щоб зняти кліп на пісню «Liberian Girl», але виявили, що Джексон весь час знімав їх. Наступні люди перераховані в порядку появи (упорядковано за колонками):
- Беверлі Джонсон
- Малькольм-Джамал Ворнер
- Шерман Хемслі
- Маїм Бялік
- Бриджит Нільсен
- Пола Абдул
- Карл Везерс
- Вупі Голдберг
- Квінсі Джонс
- Джекі Коллінз
- Емі Ірвінґ
- Жасмин Гай
- Розанна Аркетт
- Лу Даймонд Філіпс
- Олівія Ньютон-Джон
- Джон Траволта
- Корі Фельдман
- Стівен Спілберг
- Деббі Гібсон
- Рікі Шредер
- Блер Андервуд
- «Дивний Ел» Янковик
- Баблз
- Сюзанна Сомерс
- Лу Ферріньйо
- Дон Кінг та "син"
- Вірджинія Медсен
- Девід Коперфілд
- Біллі Ді Вільямс
- Річард Дрейфус та Емілі Дрейфус
- Денні Ґловер
- Олівія Гасі
- Ден Екройд
- Стів Гуттенберг

На відео також був хтось у костюмі мумії. У фінальних титрах мумії поставили знак питання.
Відео на пісню було включено до відеоальбомів: HIStory on Film, Volume II, Vision і цільової версії DVD Bad 25.

## Персонал
- Майкл Джексон – автор пісень, співпродюсер, соло та бек-вокал, ударні, аранжування ритму, аранжування вокалу
- Квінсі Джонс – продюсер, аранжування ритму, аранжування синтезатора
- Джон Барнс – аранжування ритму, аранжування вокалу, аранжування синтезатора, синтезатори
- Майкл Боддікер – синтезатори
- Міко Брандо – барабани
- Крістофер Керрелл – Синклавір
- Пауліньо да Коста – перкусія
- Дуглас Гетшал – програмування барабанів
- Jerry Hey – синтезаторне аранжування
- Летта Мбулу – спів на суахілі
- Девід Пейч – Синтезатори
- Стів Поркаро – програмування синтезатора
- Джон Робінсон – барабани
- Caiphus Semenya – аранжування суахілі
- Ларрі Вільямс – Синтезатори